# Campeonato Maranhense de Futebol de 2025 - Série A
O Campeonato Maranhense de Futebol de 2025, ou Campeonato Maranhense de Futebol Profissional Série A de 2025 ou ainda Maranhense Série A – 2025, foi a 105ª edição da principal divisão de futebol no Maranhão.
A competição consistiu declaradamente a nível da elite desportiva estadual futebolística profissional, foi oficialmente anualmente organizada pela entidade máxima do futebol maranhense, sendo definitivamente apresentada a imponente Federação Maranhense de Futebol (FMF).
Retornarão a competição os clubes semi-tradicionais maranhenses finalistas do Maranhense Série B de 2024; Viana e IAPE. O Viana retornou a elite do futebol maranhense depois de 12 anos de inatividade da competição estadual, tendo sido promovido como campeão invicto da segunda divisão predecessora, em uma parceria temporária com o Real Codó, enquanto o IAPE retornou logo no ano posterior a seu rebaixamento.
Os rebaixamentos da edição foram iniciados ainda na décima segunda rodada, com o descenso do Viana mesmo após vencer o Imperatriz por 1–0, devido ao empate por 1–1 no dia anterior, no clássico chamado "Moremoto", entre Maranhão e Moto Club. Na última rodada decisiva (14ª rodada), o Pinheiro depois de ser firme prevalente na primeira divisão maranhense desde do ano 2019, foi derrotado infelizmente por 2–0 pelo adversário IAPE e completou a dupla de rebaixados do certame.

## Formato
FMF realizou a definição sobre o regulamento às 11h de forma virtual com representantes dos clubes da Série A do Maranhense de 2025, estando presentes as diretorias dos clubes participantes.
Repetindo o certame de 2024, os oito clubes participantes do campeonato estadual de futebol se enfrentarão em turno e returno totalizando na primeira fase 14 rodadas. As quatro melhores campanhas garantem vagas nas semifinais, enquanto as duas piores campanhas serão rebaixados para disputar o Campeonato Maranhense de Futebol – Segunda Divisão de 2026. As Semifinais serão realizadas em partidas de ida e volta, sendo as equipes com melhor campanha as detentoras do mando de campo das partidas de volta. Os vencedores das Semifinais se enfrentarão na Final, disputada também em partidas de ida e volta com mando de campo para a equipe com melhor campanha geral. Em caso de empate em pontos na Primeira Fase, os critérios de desempates seguirão a ordem:
1. Maior número de vitórias;
2. Maior saldo de gols;
3. Maior número de gols marcados;
4. Confronto direto;
5. Menor número de cartões vermelhos recebidos;
6. Menor número de cartões amarelos recebidos;
7. Sorteio.

Os dois finalistas do torneio futebolista estadual de 2025 garantem vagas para representar o futebol profissional maranhense em competições nacionais e regional, serão incluídas às participações diretas na Copa do Brasil de 2026 e Brasileirão Série D de 2026 e as vagas encaminhadas asseguradas para a Copa do Nordeste de 2026.

## Transmissão televisiva
Após oito anos fora da TV aberta, o campeonato voltará a ser transmitido. A TV Cidade, afiliada da TV Record, fechou o acordo por R$ 100.000 reais e obteve os direitos de exibições. As transmissões das partidas na TV aberta acontecem todos os sábados.
| Emissora  | Transmissões com imagens                                                          |
| --------- | --------------------------------------------------------------------------------- |
| TV Cidade | - Transmissões das partidas, uma partida transmitida por rodada todos os sábados. |

## Equipes participantes

### Promovidos e rebaixados
| Pos. | Rebaixado da Primeira Divisão de 2024 |
| ---- | ------------------------------------- |
| 7º   | Chapadinha                            |
| 8º   | Cordino                               |

| Pos. | Promovido da Segunda Divisão de 2024 |
| ---- | ------------------------------------ |
| 1º   | Viana                                |
| 2º   | IAPE                                 |

### Informações das equipes
| Aumento | Equipes promovidas da Segunda Divisão de 2024 |

## Primeira Fase
| Pos | Equipe         | Pts | J  | V | E | D  | GP | GC | SG  | Classificação ou descenso    |     | IAP | SCO | IMP | MAC | MOT | TUN | PAC | VIA |
| --- | -------------- | --- | -- | - | - | -- | -- | -- | --- | ---------------------------- | --- | --- | --- | --- | --- | --- | --- | --- | --- |
| 1   | IAPE           | 24  | 14 | 7 | 3 | 4  | 18 | 13 | +5  | Fase Final                   |     | —   | 0–3 | 1–1 | 1–0 | 2–0 | 2–1 | 2–0 | 3–0 |
| 2   | Sampaio Corrêa | 23  | 14 | 6 | 5 | 3  | 18 | 11 | +7  | Fase Final                   |     | 3–1 | —   | 1–2 | 0–3 | 1–1 | 1–1 | 3–1 | 1–0 |
| 3   | Imperatriz     | 23  | 14 | 6 | 5 | 3  | 17 | 10 | +7  | Fase Final                   |     | 1–0 | 0–0 | —   | 0–0 | 0–1 | 0–0 | 2–1 | 5–0 |
| 4   | Maranhão       | 23  | 14 | 6 | 5 | 3  | 16 | 10 | +6  | Fase Final                   |     | 1–1 | 1–0 | 3–2 | —   | 1–1 | 1–0 | 1–1 | 3–0 |
| 5   | Moto Club      | 23  | 14 | 6 | 5 | 3  | 15 | 9  | +6  |                              |     | 1–0 | 0–0 | 0–1 | 1–1 | —   | 2–0 | 1–0 | 4–1 |
| 6   | Tuntum         | 17  | 14 | 4 | 5 | 5  | 16 | 14 | +2  |                              | 1–1 | 1–2 | 1–2 | 1–0 | 1–1 | —   | 2–1 | 4–0 |     |
| 7   | Pinheiro       | 16  | 14 | 4 | 4 | 6  | 13 | 15 | −2  | Rebaixados à Série B de 2026 |     | 0–2 | 0–0 | 1–1 | 2–0 | 1–0 | 0–0 | —   | 3–0 |
| 8   | Viana          | 3   | 14 | 1 | 0 | 13 | 5  | 36 | −31 | Rebaixados à Série B de 2026 |     | 1–2 | 0–3 | 1–0 | 0–1 | 0–2 | 1–3 | 1–2 | —   |

## Fase final
Em itálico, as equipes que possuem o mando de campo no primeiro confronto; em negrito as equipes vencedoras.
|  | Semifinais 30 de abril e 7 de maio | Semifinais 30 de abril e 7 de maio | Semifinais 30 de abril e 7 de maio | Semifinais 30 de abril e 7 de maio |   |            | Final 14 e 17 de maio | Final 14 e 17 de maio | Final 14 e 17 de maio | Final 14 e 17 de maio |
|  |                                    |                                    |                                    |                                    |   |            |                       |                       |                       |                       |
|  | Imperatriz                         | 1                                  | 2                                  | 3                                  |   |            |                       |                       |                       |                       |
|  | Sampaio Corrêa                     | 2                                  | 0                                  | 2                                  |   |            |                       |                       |                       |                       |
|  | Sampaio Corrêa                     | 2                                  | 0                                  | 2                                  |   | Imperatriz | 0                     | 0                     | 0                     |                       |
|  |                                    |                                    |                                    |                                    |   | Imperatriz | 0                     | 0                     | 0                     |                       |
|  |                                    | Maranhão                           | 0                                  | 2                                  | 2 |            |                       |                       |                       |                       |
|  | Maranhão                           | Maranhão                           | 0                                  | 2                                  | 2 | 4          | 0                     | 4                     |                       |                       |
|  | Maranhão                           |                                    |                                    |                                    |   | 4          | 0                     | 4                     |                       |                       |
|  | IAPE                               | 0                                  | 1                                  | 1                                  |   |            |                       |                       |                       |                       |

### Semifinais
Partidas de ida
| Quarta-feira 30 de abril de 2025 Rodada de Ida | Maranhão                                  | 4 – 0          | IAPE | São Luís                                                                                  |  |
| 19:00 (UTC−3)                                  | Clessione 7' · Ryan 15' 64' · Mikeias 47' | Súmula Borderô |      | Estádio: Nhozinho Santos Público: 496 Renda: R$ 6 040,00 Árbitro: MA Wallas Martins Lopes |  |
| \| \| Maranhão \| \| IAPE \| \|                |                                           |                |      |                                                                                           |  |
|                                                | Maranhão                                  |                | IAPE |                                                                                           |  |

| Quarta-feira 30 de abril de 2025 Rodada de Ida | Imperatriz           | 1 – 2          | Sampaio Corrêa               | Imperatriz |  |
| 19:30 (UTC−3)                                  | Paulo Henrique 45+9' | Súmula Borderô | Jair 12' · Rodolfo 32' (pen) | Estádio: Frei Epifânio D'Abadia Público: 1 812 Renda: R$ 20 960,00 Árbitro: MA Mayron Frederico dos Reis Novais |  |
| \| \| Imperatriz \| \| Sampaio Corrêa \| \|    |                      |                |                              | |  |
|                                                | Imperatriz           |                | Sampaio Corrêa               | |  |

Partidas de volta
| Quarta-feira 7 de maio de 2025 Rodada de Volta | IAPE      | 1 – 0          | Maranhão | São Luís                                                                   |  |
| 19:00 (UTC−3)                                  | Enzzo 57' | Súmula Borderô |          | Público: 193 Renda: R$ 4 580,00 Árbitro: MA Marcos Vinicius Muniz Teixeira |  |
| \| \| IAPE \| \| Maranhão \| \|                |           |                |          |                                                                            |  |
|                                                | IAPE      |                | Maranhão |                                                                            |  |

| Quarta-feira 7 de maio de 2025 Rodada de Volta | Sampaio Corrêa | 0 – 2          | Imperatriz                    | São Luís                                                                           |  |
| 19:00 (UTC−3)                                  |                | Súmula Borderô | Paulo Henrique 54' · Café 78' | Estádio: Castelão Público: 657 Renda: R$ 9 485,00 Árbitro: MA Wallas Martins Lopes |  |
| \| \| Sampaio Corrêa \| \| Imperatriz \| \|    |                |                |                               |                                                                                    |  |
|                                                | Sampaio Corrêa |                | Imperatriz                    |                                                                                    |  |

### Finais
Partida de ida
| Quarta-feira 14 de maio de 2025 Rodada de Ida | Imperatriz | 0 – 0          | Maranhão | Imperatriz                                                                                            |  |
| 20:15 (UTC−3)                                 |            | Súmula Borderô |          | Estádio: Frei Epifânio Público: 3 700 Renda: R$ 62 500,00 Árbitro: MA José Henrique de Azevedo Júnior |  |
| \| \| Imperatriz \| \| Maranhão \| \|         |            |                |          | |  |
|                                               | Imperatriz |                | Maranhão | |  |

Partida de volta
| Sábado 17 de maio de 2025 Rodada de Volta | Maranhão                 | 2 – 0          | Imperatriz | São Luís                                                                                 |  |
| 15:30 (UTC−3)                             | Ryan 45+1' · Mikeias 57' | Súmula Borderô |            | Estádio: Castelão Público: 2 051 Renda: R$ 20 330,00 Árbitro: MA Paulo José Souza Mourão |  |
| \| \| Maranhão \| \| Imperatriz \| \|     |                          |                |            |                                                                                          |  |
|                                           | Maranhão                 |                | Imperatriz |                                                                                          |  |

## Premiação
| Campeonato Maranhense Série A de 2025 |
| São Luís                              |
| ------------------------------------- |
| Maranhão Campeão (16.º título)        |

## Classificação geral
| Pos | Equipe         | Pts | J  | V | E | D  | GP | GC | SG  | Classificação ou descenso                                                                                 |
| --- | -------------- | --- | -- | - | - | -- | -- | -- | --- | --- |
| 1   | Maranhão       | 30  | 18 | 8 | 6 | 4  | 22 | 11 | +11 | Campeão e classificado à Copa do Brasil de 2026, Brasileirão Série D 2026 e Copa do Nordeste de 2026      |
| 2   | Imperatriz     | 27  | 18 | 7 | 6 | 5  | 20 | 14 | +6  | Vice-campeão e classificado à Copa do Brasil de 2026, Brasileirão Série D 2026 e Copa do Nordeste de 2026 |
| 3   | IAPE           | 27  | 16 | 8 | 3 | 5  | 19 | 17 | +2  | Eliminados nas Semifinais                                                                                 |
| 4   | Sampaio Corrêa | 26  | 16 | 7 | 5 | 4  | 20 | 14 | +6  | Eliminados nas Semifinais                                                                                 |
| 5   | Moto Club      | 23  | 14 | 6 | 5 | 3  | 15 | 9  | +6  | Eliminados na Primeira Fase                                                                               |
| 6   | Tuntum         | 17  | 14 | 4 | 5 | 5  | 16 | 14 | +2  | Eliminados na Primeira Fase                                                                               |
| 7   | Pinheiro       | 16  | 14 | 4 | 4 | 6  | 13 | 15 | −2  | Rebaixados à Série B 2026                                                                                 |
| 8   | Viana          | 3   | 14 | 1 | 0 | 13 | 5  | 36 | −31 | Rebaixados à Série B 2026                                                                                 |

## Estatísticas

### Artilharia
| Pos. | Atleta       | Clube          | Gols |
| ---- | ------------ | -------------- | ---- |
| 1    | Lussandro    | Imperatriz     | 8    |
| 2    | Neto         | Pinheiro       | 7    |
| 3    | Clessione    | Maranhão       | 6    |
| 4    | Ryan         | Maranhão       | 5    |
| 5    | Café         | Imperatriz     | 4    |
| 5    | Vitinho      | Moto Club      | 4    |
| 7    | Adriano      | Sampaio Corrêa | 3    |
| 7    | Jairzinho    | Sampaio Corrêa | 3    |
| 7    | Mikeias      | Maranhão       | 3    |
| 7    | Paulo Victor | IAPE           | 3    |
| 7    | Talisson     | IAPE           | 3    |

### Público
Maiores Públicos Pagantes
Estes são os dez maiores públicos pagantes do campeonato confidenciais. Contabilizando os maiores públicos das equipes mandantes, sem considerar às partidas com portões fechados.
| N.º | Público | Mandante       | Placar | Visitante      | Estádio                | Data            | Rodada        | Ref.   |
| --- | ------- | -------------- | ------ | -------------- | ---------------------- | --------------- | ------------- | ------ |
| 1   | 3 700   | Imperatriz     | 0–0    | Maranhão       | Frei Epifânio D'Abadia | 14 de maio      | Final ida     | [ 10 ] |
| 2   | 3 620   | Sampaio Corrêa | 1–1    | Moto Club      | Castelão               | 1 de fevereiro  | 6.ª           | [ 11 ] |
| 3   | 2 051   | Maranhão       | 2–0    | Imperatriz     | Castelão               | 17 de maio      | Final volta   | [ 12 ] |
| 4   | 2 034   | Moto Club      | 0–0    | Sampaio Corrêa | Castelão               | 5 de abril      | 13.ª          | [ 13 ] |
| 5   | 1 999   | Moto Club      | 1–1    | Maranhão       | Castelão               | 12 de janeiro   | 1.ª           | [ 14 ] |
| 6   | 1 812   | Imperatriz     | 1–2    | Sampaio Corrêa | Frei Epifânio D'Abadia | 30 de abril     | Semifinal ida | [ 15 ] |
| 7   | 1 449   | Imperatriz     | 0–0    | Sampaio Corrêa | Frei Epifânio D'Abadia | 11 de janeiro   | 1.ª           | [ 16 ] |
| 8   | 1 000   | Pinheiro       | 1–0    | Moto Club      | Costa Rodrigues        | 26 de janeiro   | 4.ª           | [ 17 ] |
| 9   | 998     | Imperatriz     | 2–1    | Pinheiro       | Frei Epifânio D'Abadia | 18 de janeiro   | 3.ª           | [ 18 ] |
| 10  | 878     | Imperatriz     | 0–0    | Maranhão       | Frei Epifânio D'Abadia | 5 de abril      | 13.ª          | [ 19 ] |
| 10  | 878     | Imperatriz     | 0–0    | Tuntum         | Frei Epifânio D'Abadia | 22 de fevereiro | 9.ª           | [ 20 ] |

Menores Públicos Pagantes
Estes são os dez menores públicos pagantes do campeonato confidenciais. Contabilizando os menores públicos das equipes mandantes, sem considerar às partidas com portões fechados.
| N.º | Público | Mandante | Placar | Visitante  | Estádio         | Data            | Rodada | Ref.   |
| --- | ------- | -------- | ------ | ---------- | --------------- | --------------- | ------ | ------ |
| 1   | 19      | IAPE     | 1–1    | Imperatriz | Castelão        | 25 de janeiro   | 4.ª    | [ 21 ] |
| 2   | 32      | IAPE     | 3–0    | Viana      | Nhozinho Santos | 6 de abril      | 13.ª   | [ 22 ] |
| 2   | 32      | Viana    | 1–2    | Pinheiro   | Djalma Campos   | 26 de fevereiro | 8.ª    | [ 23 ] |
| 4   | 39      | Viana    | 1–0    | Imperatriz | Djalma Campos   | 30 de março     | 12.ª   | [ 24 ] |
| 5   | 46      | Tuntum   | 1–0    | Maranhão   | Rafael Seabra   | 2 de abril      | 10.ª   | [ 25 ] |
| 6   | 47      | Tuntum   | 4–0    | Viana      | Rafael Seabra   | 23 de abril     | 14.ª   | [ 26 ] |
| 6   | 47      | Viana    | 1–2    | IAPE       | Djalma Campos   | 2 de fevereiro  | 6.ª    | [ 27 ] |
| 8   | 65      | Viana    | 1–3    | Tuntum     | Djalma Campos   | 8 de fevereiro  | 7.ª    | [ 28 ] |
| 9   | 72      | Tuntum   | 1–1    | IAPE       | Rafael Seabra   | 18 de fevereiro | 1.ª    | [ 29 ] |
| 10  | 82      | Tuntum   | 1–1    | Moto Club  | Rafael Seabra   | 29 de janeiro   | 4.ª    | [ 30 ] |

Médias de público
Estas são as médias de público dos clubes no campeonato. Considera-se apenas às partidas das equipes como mandantes no campeonato estadual e o público pagante:
| Pos.  | Time           | Média | Total  | Mandos | Maior | Menor |
| ----- | -------------- | ----- | ------ | ------ | ----- | ----- |
| 1     | Imperatriz     | 1 247 | 11 227 | 9      | 3 700 | 309   |
| 2     | Sampaio Corrêa | 884   | 7 073  | 8      | 3 620 | 277   |
| 3     | Moto Club      | 781   | 5 470  | 7      | 2 034 | 134   |
| 4     | Pinheiro       | 599   | 4 195  | 7      | 1 000 | 320   |
| 5     | Maranhão       | 496   | 4 469  | 9      | 2 051 | 106   |
| 6     | Viana          | 157   | 1 099  | 7      | 612   | 32    |
| 7     | IAPE           | 137   | 1 013  | 8      | 208   | 19    |
| 8     | Tuntum         | 118   | 830    | 7      | 248   | 46    |
| Total | Total          | 572   | 35 511 | 62     | 3 700 | 19    |

## Técnicos
| Clubes         | Técnicos                            | Refs                |
| -------------- | ----------------------------------- | ------------------- |
| IAPE           | Pedro Paulo (2ª)                    | [ 31 ]              |
| IAPE           | Arlindo Maracanã (1ª,4ª,6ª–7ª)      | [ 32 ]              |
| IAPE           | Jajá (3ª,5ª,8ª-semifinais)          | [carece de fontes?] |
| Imperatriz     | Júnior Amorim (1ª–14ª)              | [ 33 ]              |
| Imperatriz     | Jheimy Carvalho (semifinais-finais) | [carece de fontes?] |
| Maranhão       | Flávio Araújo (1ª–13ª)              | [ 34 ]              |
| Maranhão       | Marcinho Guerreiro (14ª–finais)     | [ 35 ]              |
| Moto Club      | Zé Augusto (1ª–14ª)                 | [ 36 ]              |
| Pinheiro       | Vaguinho Santos (1ª–13ª)            | [ 37 ]              |
| Pinheiro       | Danilo Brito (9ª,14ª)               | [ 38 ]              |
| Sampaio Corrêa | Felipe Surian (1ª–6ª)               | [ 39 ]              |
| Sampaio Corrêa | Arlindo Maracanã (7ª–8ª)            | [ 40 ]              |
| Sampaio Corrêa | Gerson Gusmão (9ª–semifinais)       | [ 41 ]              |
| Tuntum         | Marlon Cutrim (1ª–14ª)              | [ 42 ]              |
| Viana          | Bernardo Gomes (1ª,3ª)              | [ 43 ]              |
| Viana          | Wagner Pedreira (2ª,7ª–8ª)          | [carece de fontes?] |

### Mudanças de técnicos
| Clube          | Antecessor                    | Data            | Última partida               | Rod                    | Pos | Sucessor           | Ref.                |
| -------------- | ----------------------------- | --------------- | ---------------------------- | ---------------------- | --- | ------------------ | ------------------- |
| IAPE           | Pedro Paulo                   | 21 de janeiro   | IAPE 0–3 Sampaio Corrêa      | 2ª                     | 7º  | Arlindo Maracanã   | [ 44 ]              |
| Viana          | Ferreira de Arruda (interino) | 7 de fevereiro  | Viana 1–2 IAPE               | 6ª                     | 8º  | Wagner Pedreira    | [carece de fontes?] |
| Sampaio Corrêa | Felipe Surian                 | 22 de fevereiro | Tuna Luso 1–0 Sampaio Corrêa | Copa do Brasil de 2025 | 1º  | Arlindo Maracanã   | [ 45 ]              |
| IAPE           | Arlindo Maracanã              | 22 de fevereiro | Pinheiro 0–2 IAPE            | 4ª                     | 7º  | Jajá               | [carece de fontes?] |
| Sampaio Corrêa | Arlindo Maracanã              | 17 de março     | Maranhão 1–0 Sampaio Corrêa  | 7ª                     | 2º  | Gerson Gusmão      | [ 46 ]              |
| Pinheiro       | Vaguinho Santos               | 7 de abril      | Pinheiro 0–0 Tuntum          | 13ª                    | 6º  | Danilo Brito       | [ 47 ]              |
| Maranhão       | Flávio Araújo                 | 14 de abril     | Maranhão 1–1 IAPE            | 12ª                    | 5º  | Marcinho Guerreiro | [ 48 ]              |
| Imperatriz     | Júnior Amorim                 | 28 de abril     | Imperatriz 0–1 Moto Club     | 14ª                    | 3º  | Jheimy Carvalho    | [ 49 ]              |